# Николай фон Тунген
Николай Тунген  (нем. Nikolaus von Tüngen) (умер 14 февраля 1489 года в Лидзбарке-Варминьском) — епископ Вармийский (1467—1489).

## Биография
Николаус фон Тюнген происходил из тевтонской прусской бюргерской семьи в Тюнгене (Богатыньские) недалеко от Вормдитта (Орнета) в Эрмланде (Вармия). Много лет работал в Римской курии секретарем и одновременно занимал церковные должности (1459 год — каноник вроцлавский и каноник вармийский, в 1466 году — декан Вармийского собора). После смерти епископа Вармии Павла Легендорфа (1458—1467) капитул избрал его преемником (10 августа 1467); 4 ноября 1468 года Николай фон Тунген получил папское поручение и был рукоположён в сан епископа в Риме.
Польский король Казимир IV Ягеллончик не признал избрание Николая Тунгена. Новым епископом Вармии он назначил Винцентия Келбасу, который ранее был епископом Хелмно и администратором Помесской епархии. Воля короля была признана варминским капитулом, который 1 декабря 1467 года в Мальборкском сеймике поручил Вицентия Келбасю временное управление Варминской епархией. Тунген не отступил, и его позиции вскоре были усилены упомянутой выше папской комиссией. В сентябре 1469 года Винцентий Келбаса отозвал свои претензии на епископство; годом позже Николай Тунген неофициально прибыл в Вармию.
Отставка Винцентия Келбасы не означала отставку короля. Казимир IV Ягеллончик вмешался в решение папы римского Павла II, который приказал Тунгену уйти из Варминской епархии (преемник Павла II, папа римский Сикст IV, назначил Николая фон Тунгена епископом Камени-Поморского). В 1471 году новым епископом Вармии был назначен Анджей Опоровский, архидьякон Гнезненский и королевский секретарь.
Выдвижение Анджея Опоровского не изменило ситуацию в Вармии. Самому кандидату не было разрешено принять на себя управление правительством из-за протестов духовенства, варминского населения и прусских сословий, а Николай фон Тунген инициировал действия, направленные на захват желаемого епископства и в то же время на независимость Вармии от Польши. При поддержке Тевтонского ордена Николай Тунген захватил большую часть замков и городов; война с королем Казимиром получила в истории название Война священников (1478—1479). Николай Тунген также искал поддержки у венгерского короля Матьяша Корвина, передав ему под свою защиту Вармийскую епархию.
В 1479 году благодаря договору, заключенному между польским королями Казимиром IV и венгерским королем Матвеем Корвином, позиции епископа Вармии значительно ослабли. Польские войска оккупировали Вармию, и в Пётркуве начались мирные переговоры. Договор 15 июля 1479 года восстановил власть короля Польши над Вармией и обязал епископа принести присягу на верность королю; капитул также был обязан при выборе нового епископа следовать тому принципу, что он должен быть «человеком, угодным королю». По этому договору Николай Тунген уплатил дань и был принят в группу польских сенаторов.
После 1479 года епископ занимался восстановлением епархии, за короткое время разоренной очередной войной. Он был основателем алтаря в церкви Св. Георгия в Кенигсберге, он также по своему завещанию пожертвовал большие суммы денег монастырям и церквям епархии. В частности, он оставался в фактической оппозиции королю до конца своей жизни, заключил конфедерацию с прусскими сословиями (1485) для защиты своих привилегий.
Будучи сторонником независимости Вармии от Польши, Николай фон Тунген испытывал большие опасения по поводу планов короля назначить принца Фредерика Ягеллона следующим епископом Вармии. Чтобы предотвратить это, пожилой епископ в Риме попытался назначить коадьютора, и тот выбрал Лукаша Ватценроде. Эти усилия были прерваны смертью Тунгена, но его воля была выполнена, и капитул избрал Лукаша Ватценроде епископом. Было использовано отсутствие точного указания на то, кем должен быть кандидат, «угодный королю».